# Cloniophorus tessmanni
Cloniophorus tessmanni là một loài bọ cánh cứng trong họ Cerambycidae.